# Agave utahensis

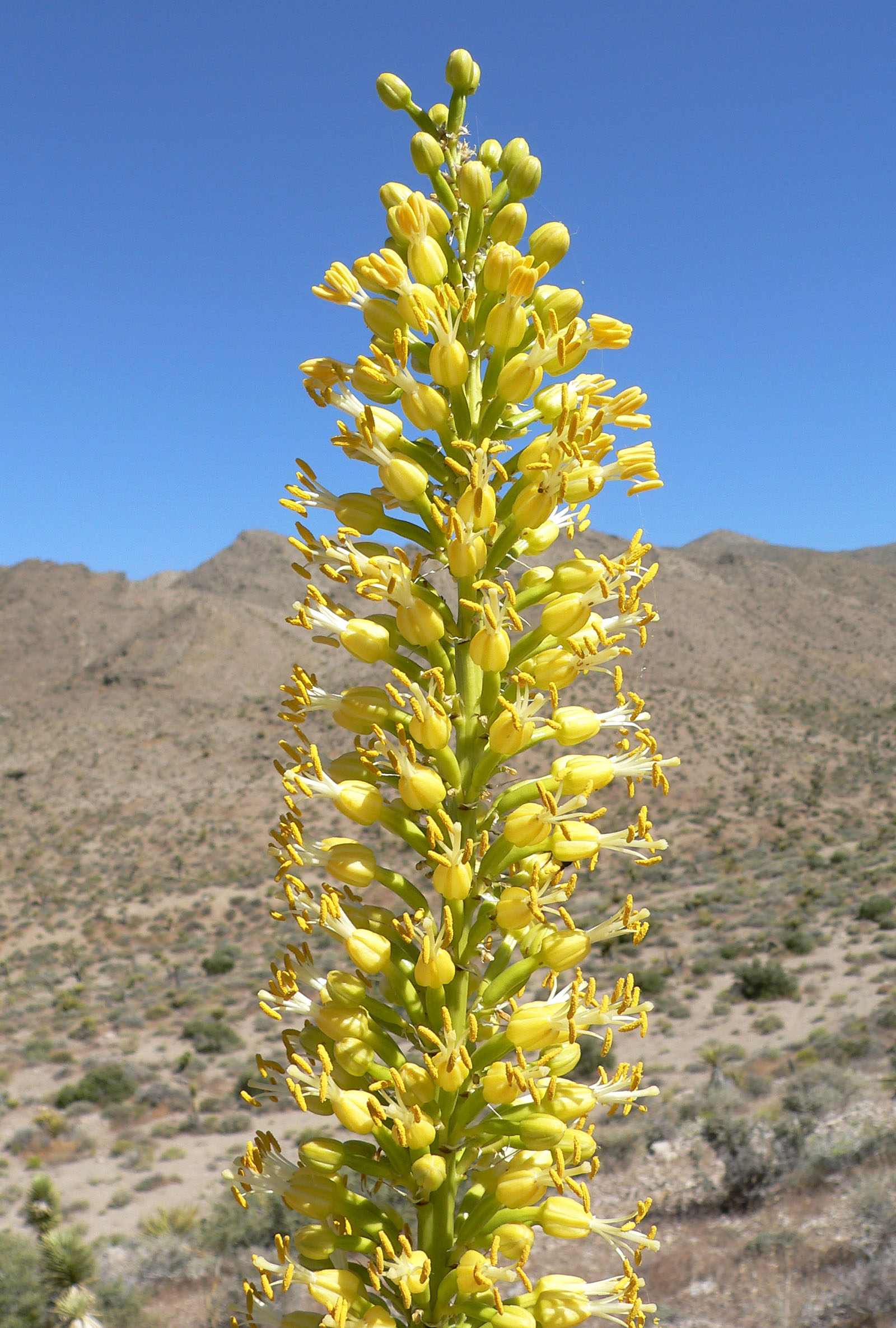
Квіти Agave utahensis

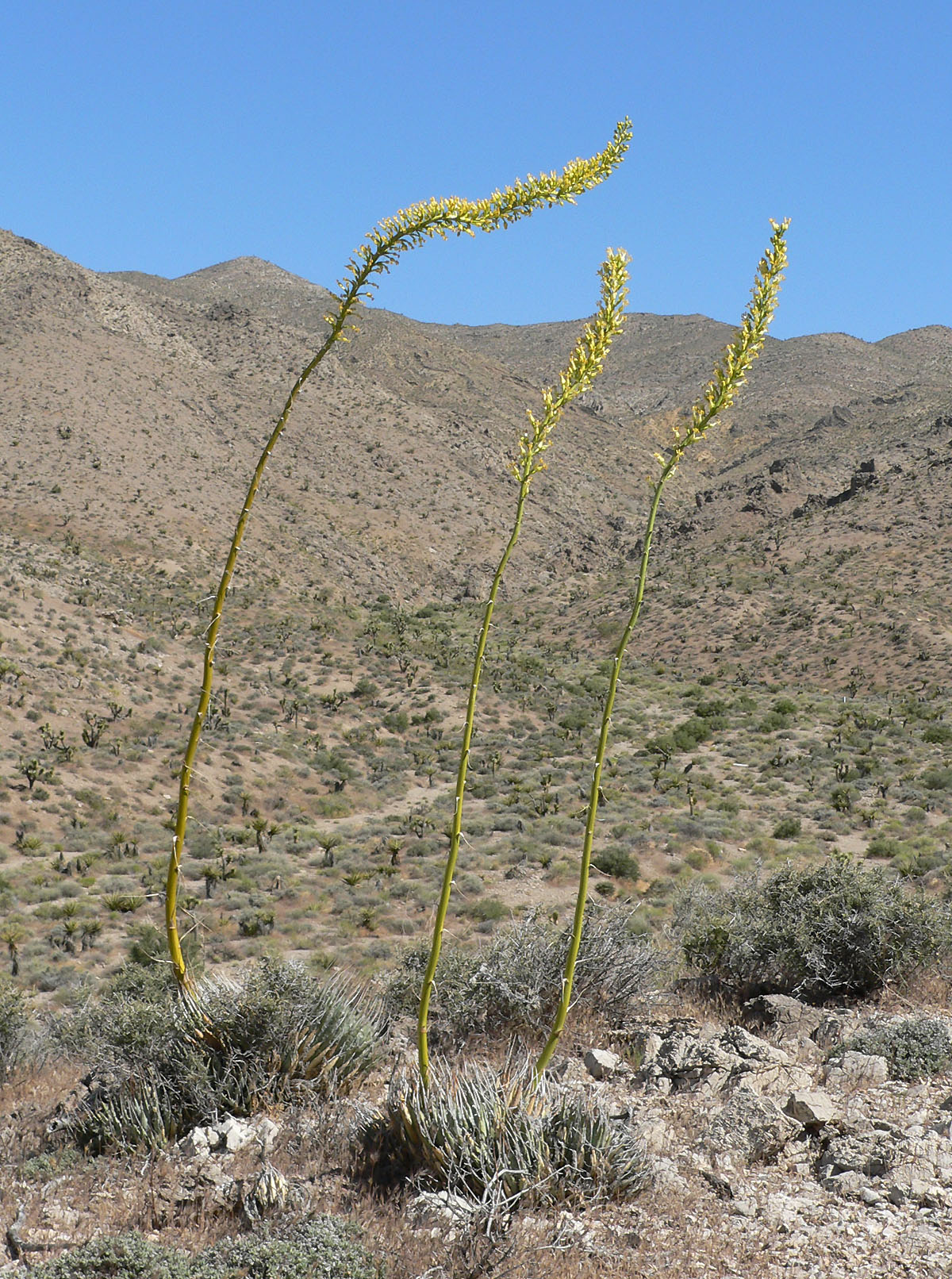
Цвітіння Agave utahensis

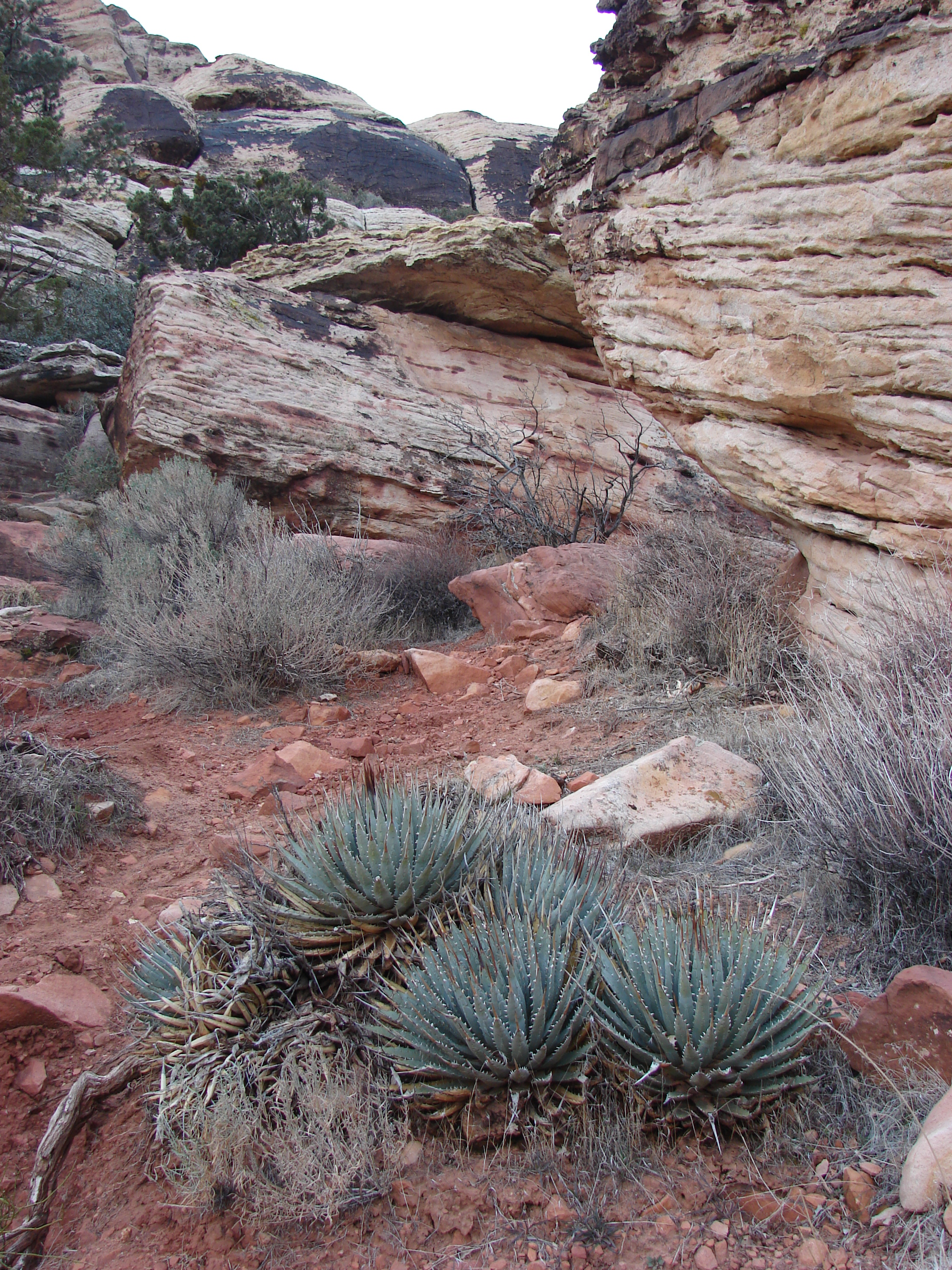
Agave utahensis і горах Невади

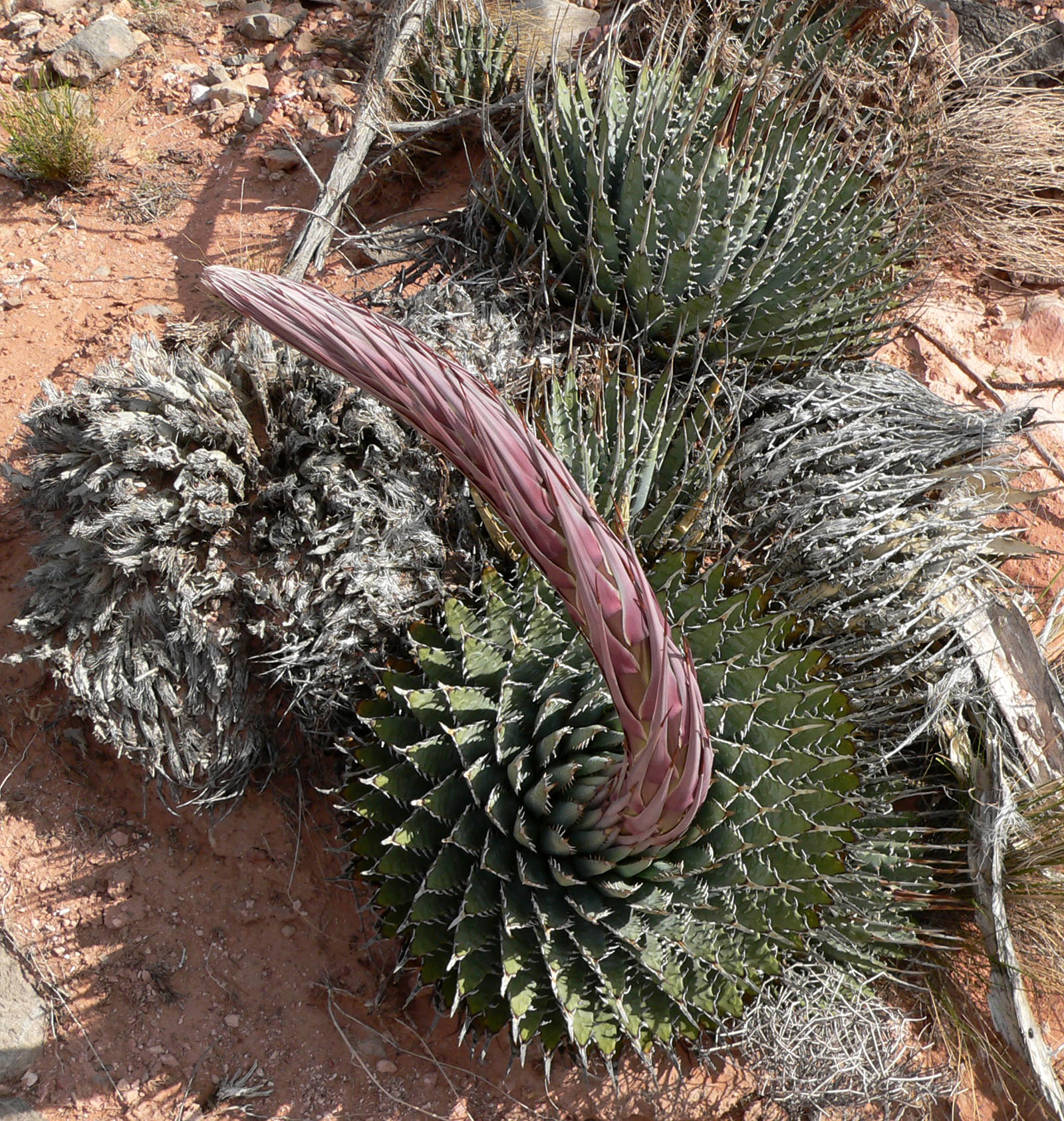
Agave utahensis var. nevadensis

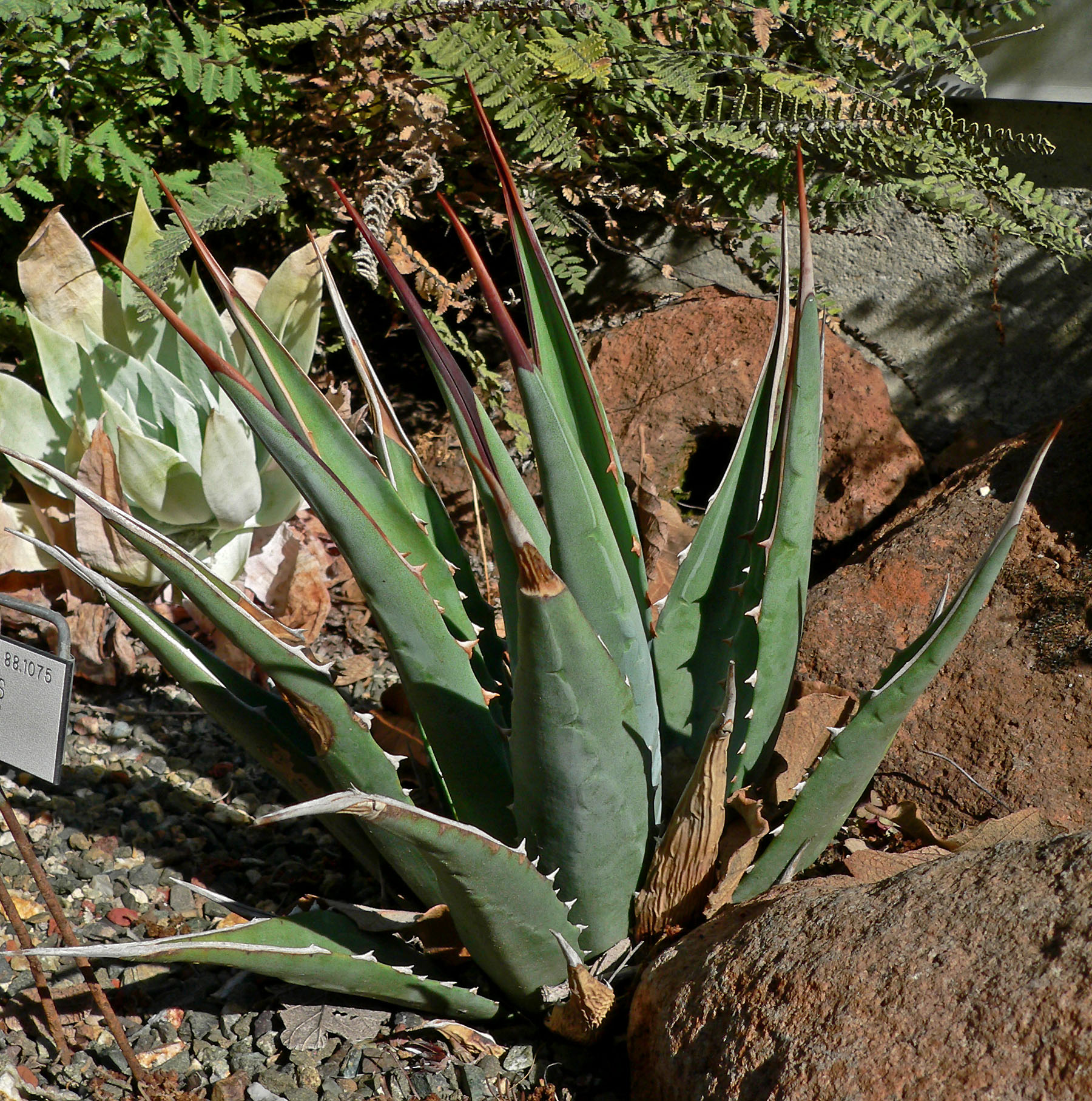
Agave utahensis ssp. kaibabensis

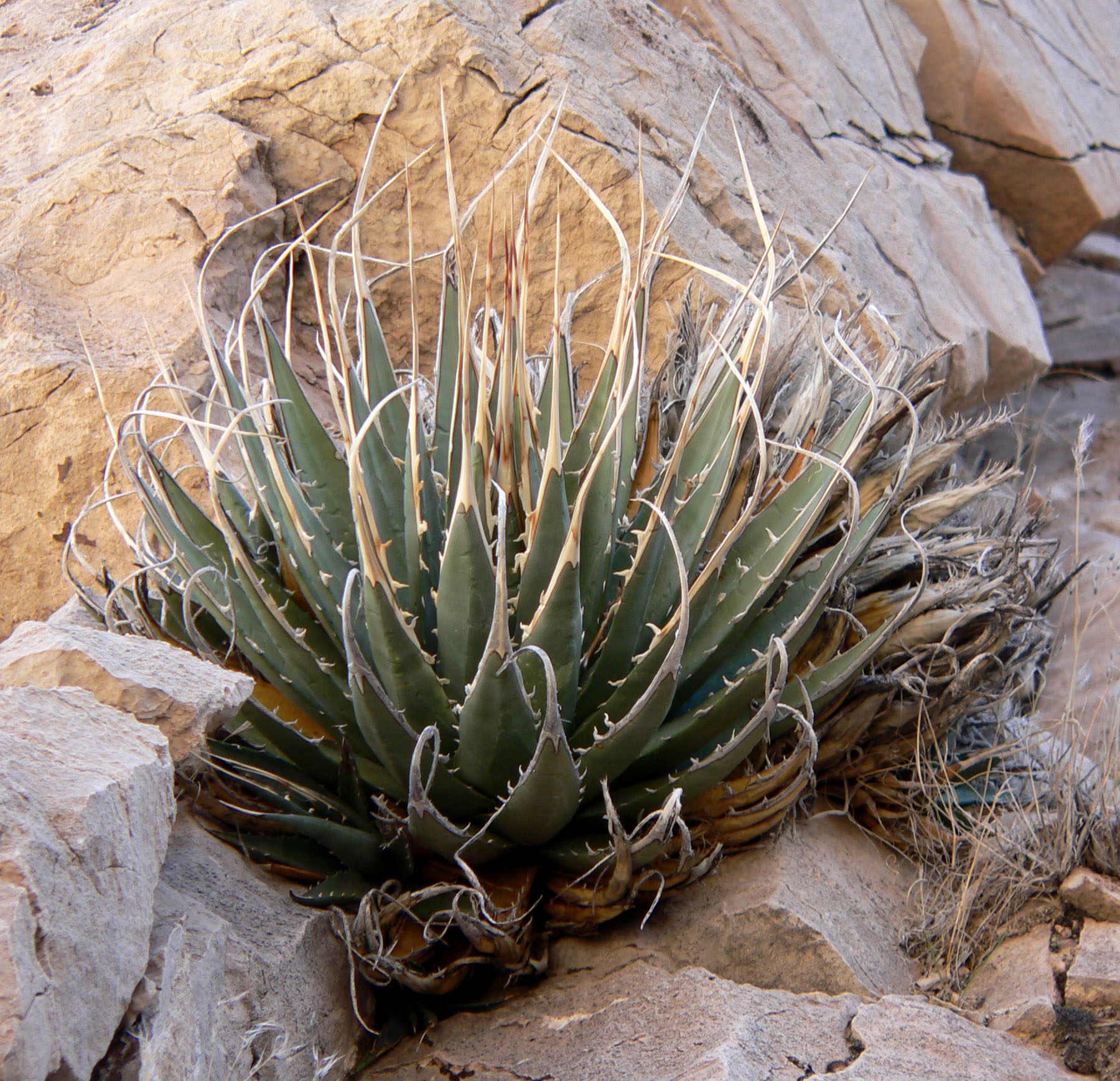
Agave utahensis var. eborispina

Агава ютаензис (Agave utahensis, Engelm. — укр. Агава ютська від місця зростання (штат Юта); синонім: Agave haynaldii var. utahensis (Engelm.) N.Terracc., Prim. Contr. Monogr. Agave: 28 (1885).; місцева назва: Clark Mountain agave) — сукулентна рослина роду агава (Agave) підродини агавових (Agavoideae).

## Морфологічні ознаки
Кущеподібна рослина з сильно укороченим стеблом і прикореневою розеткою діаметром 25-40 см, утвореною 70-80 листям, колір яких варіює від світло-зеленого з жовтим відтінком до блакитно-сірого. Великі лінійні листки досягають довжини 15-30 см і ширини 1,5-3 см. Верхня сторона листя злегка увігнута, а нижня — опукла, по краях є короткі загнуті зубчики завдовжки 2-4 см, на кінці — довгий шип. Влітку у дорослих рослин з розетки з'являється пряме колосоподібне або волотисте суцвіття заввишки 2-4 м з безліччю жовтих квіток завдовжки 2,5-3 см. Забарвлення листя дуже мінливе, і за цією ознакою описані різні варитети і підвиди.

## Внутрішньовидові таксони
- Agave utahensis var. eborispina (Hester) Breitung
- Agave utahensis subsp. kaibabensis (McKelvey) Gentry
- Agave utahensis var. nevadensis Engelm. ex Greenm. & Roush
- Agave utahensis subsp. utahensis

## Місце зростания
Гірські посушливі області на південно-заході США (Аризона, Юта, Невада).

## Догляд
Це проста в культурі рослина, якій потрібні сонячне місце, а також злегка кислий ґрунт з гарним дренажем. У період вегетації — рясний полив, узимку — сухе утримання. Там, де це дозволяє клімат, краще вирощувати на відкритому повітрі. Рослина досить витривала і може протягом тривалого періоду переносити зниження температури на кілька градусів нижче нуля.

## Розмноження
Розмножується насінням або прикореневими пагонами навесні або влітку.